# Kisangani
Kisangani [kiːsəŋˈɡɑːni] (bis 1966 Stanleyville) ist eine Stadt im Nordosten der Demokratischen Republik Kongo mit 1,6 Mio. Einwohnern und zugleich die Hauptstadt der Provinz Tshopo. Sie ist die drittgrößte Stadt des Landes und die größte, die in den tropischen Wäldern des Kongo liegt. Etwa 2100 Kilometer von der Mündung des Kongo-Flusses entfernt, ist Kisangani der am weitesten flussaufwärts gelegene schiffbare Punkt. Kisangani hat nach Kinshasa den wichtigsten Binnenhafen des Landes und ist seit dem späten 19. Jahrhundert ein wichtiges Handelszentrum sowie Verkehrsknotenpunkt für den nordöstlichen Teil der Demokratischen Republik Kongo.

## Geografie

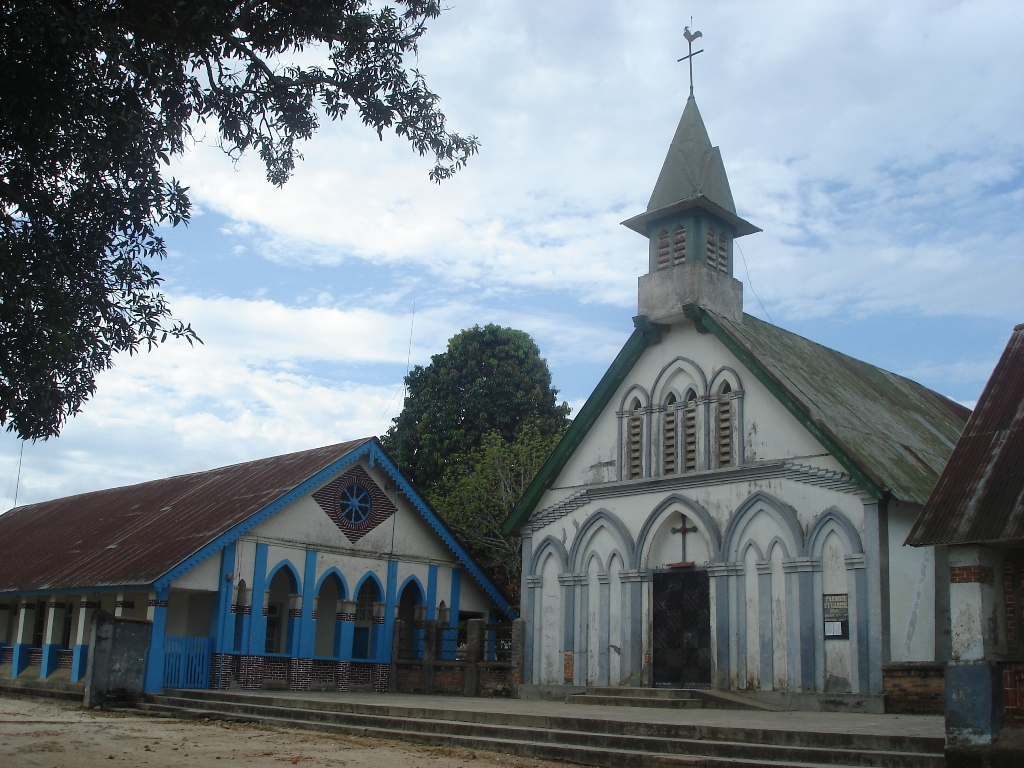
Mission St. Gabriel

Kisangani liegt strategisch günstig am Zusammenfluss der Flüsse Kongo, Tshopo und Lindi und am Übergang vom Ost- in den Westkongo. Die Stadt befindet sich etwa in der Mitte des afrikanischen Kontinents und im Nordosten der Demokratischen Republik Kongo (DRC). Die Lage am Ufer des Kongo-Flusses, der zwischen Kinshasa und Kisangani schiffbar ist und wesentlich zur Versorgung der ganzen Region beiträgt, hat der Stadt zu einer wachsenden Bedeutung als Handelsstadt verholfen.

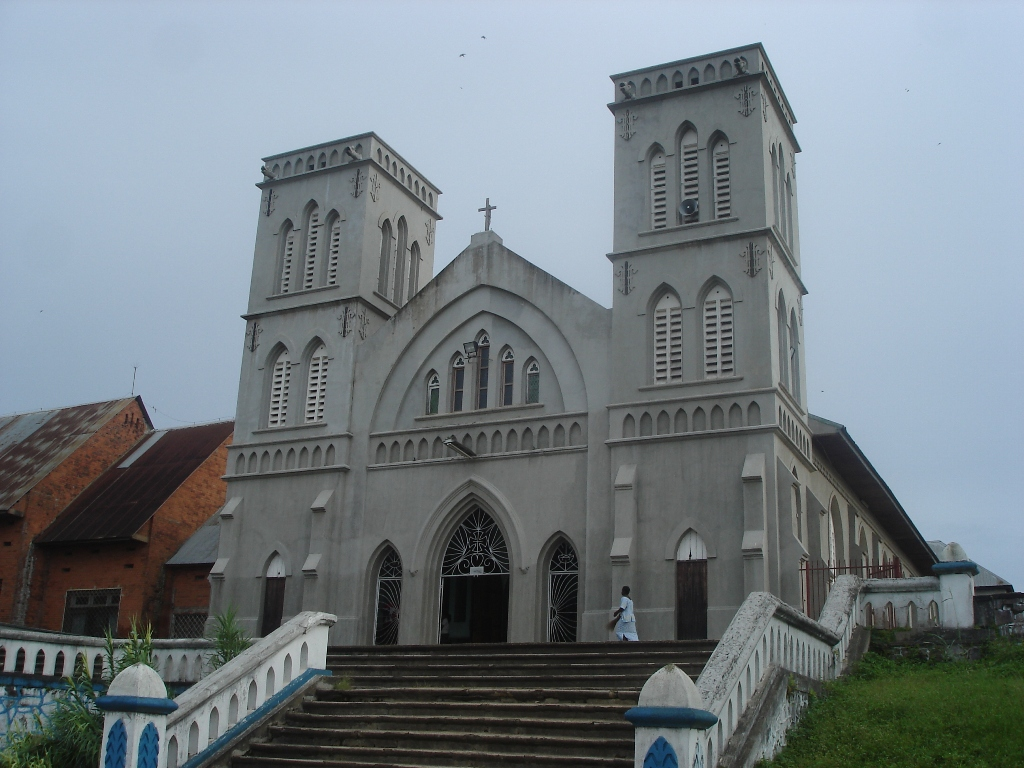
Kathedrale von Kisangani

Kisangani liegt im Zentrum der Provinz Tshopo und grenzt im Norden an das Territorium Banalia, im Süden an die Territorien Ubundu und Opala, im Westen an Isangi und im Osten an Bafwasende. Die Entfernung zwischen Kisangani und Kinshasa beträgt 2912 Kilometer.
Das Stadtgebiet erstreckt sich hauptsächlich zwischen den Flussläufen des Tshopo im Norden und des Kongo im Süden. Verschlungene Nebenflüsse und Flussinseln bilden zahlreiche Binnenwasserstraßen.
Die Stadt wird lokal auch Boyoma bezeichnet, nach den markanten Boyomafällen in unmittelbarer Nähe. Der Fluss Lualaba fließt von Süden kommend bis zu diesen insgesamt sieben Stromschnellen. Von dort an heißt der Fluss Kongo.
Die Landfläche von Kisangani wird auf 1910 Quadratkilometer geschätzt. Die Bevölkerungsdichte beträgt 229 Einwohner pro Quadratkilometer. Die Stadt liegt inmitten des Kongobeckens, des zweitgrößten tropischen Waldgebiets der Erde. Sie befindet sich auf 0° 31' nördlicher Breite (57 Kilometer vom Äquator entfernt) und 25° 11' östlicher Länge. Kisangani liegt 428 Meter über dem Meeresspiegel.

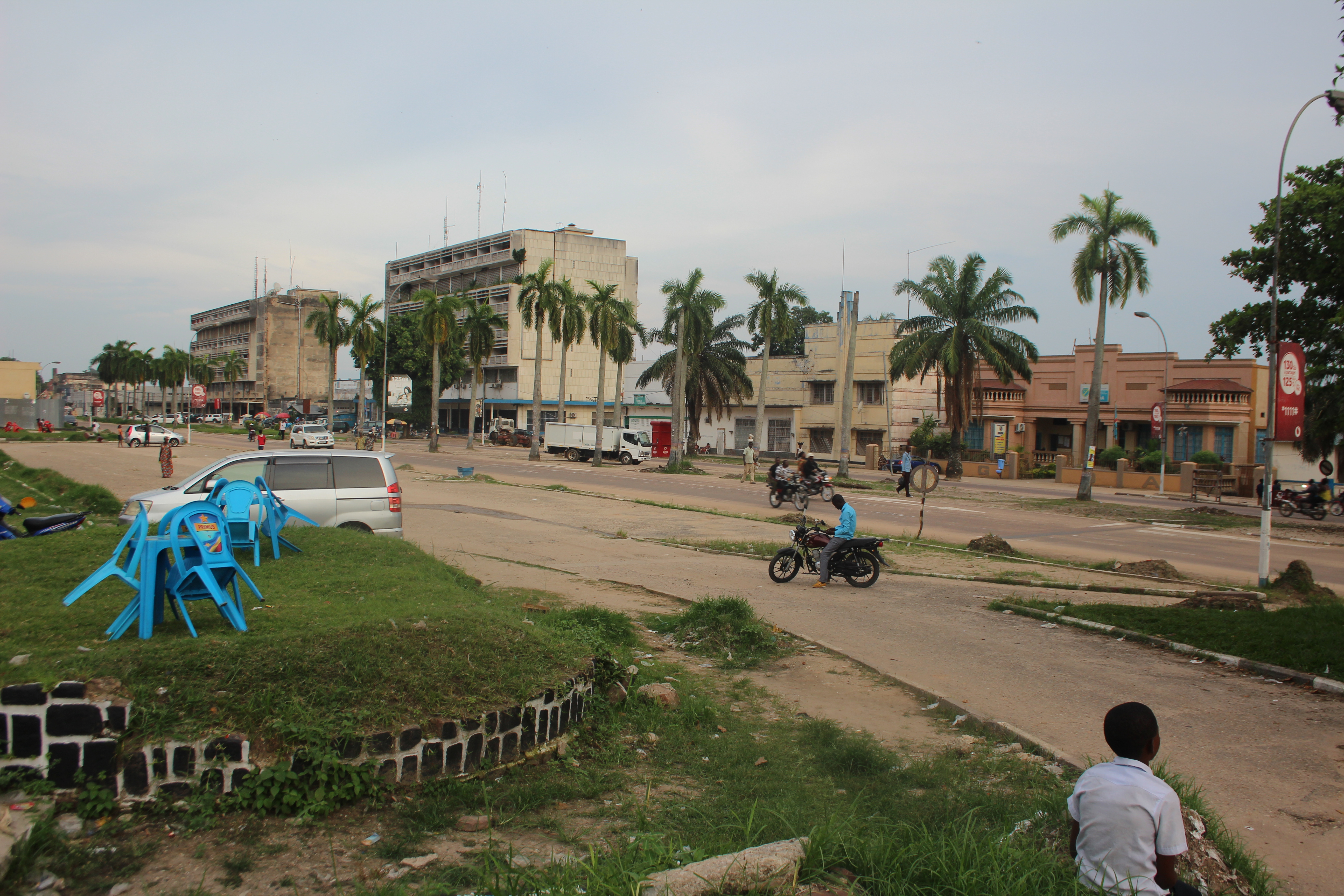
Straßenszene

Die Insel Île Mbie im Kongo-Fluss liegt im östlichen Teil von Kisangani. Sie ist 14 Kilometer lang und 4 Kilometer breit und bildet ein relativ gut erhaltenes Waldökosystem. Eine Gezeitenstraße verbindet die Insel mit dem Festland.

## Geschichte
Henry Morton Stanley (1841–1904) gründete im Dezember 1883 auf einer Insel im Kongo nahe dem kleinen Ort die Stanley Falls Station, wo der schottische Techniker Mr. Binnie als Repräsentant des Kongo-Freistaates und Betreiber der Handelsstation zurückblieb. Ein Konflikt mit arabischen Sklavenhändlern eskalierte. 1888 war die Station Sitz des Sklavenhändlers Tippu-Tip (1837–1905).
Nach dem Sturz Lumumbas erklärte Antoine Gizenga am 12. Dezember 1960 Stanleyville zum Sitz seiner Gegenregierung.
Nachdem die sowjetische Hilfe für die lumumbistischen Rebellen ausgeblieben war und sich Gizenga gezwungen sah, der Zentralregierung entgegenzukommen, lud er den US-Diplomaten Frank Carlucci nach Stanleyville ein. Als dieser dort am 10. März 1961 eintraf wurde er von einem unerwartet freundlichen Empfang überrascht, was schließlich zu einer offiziellen Übereinkunft mit der Zentralregierung in Leopoldville führte.

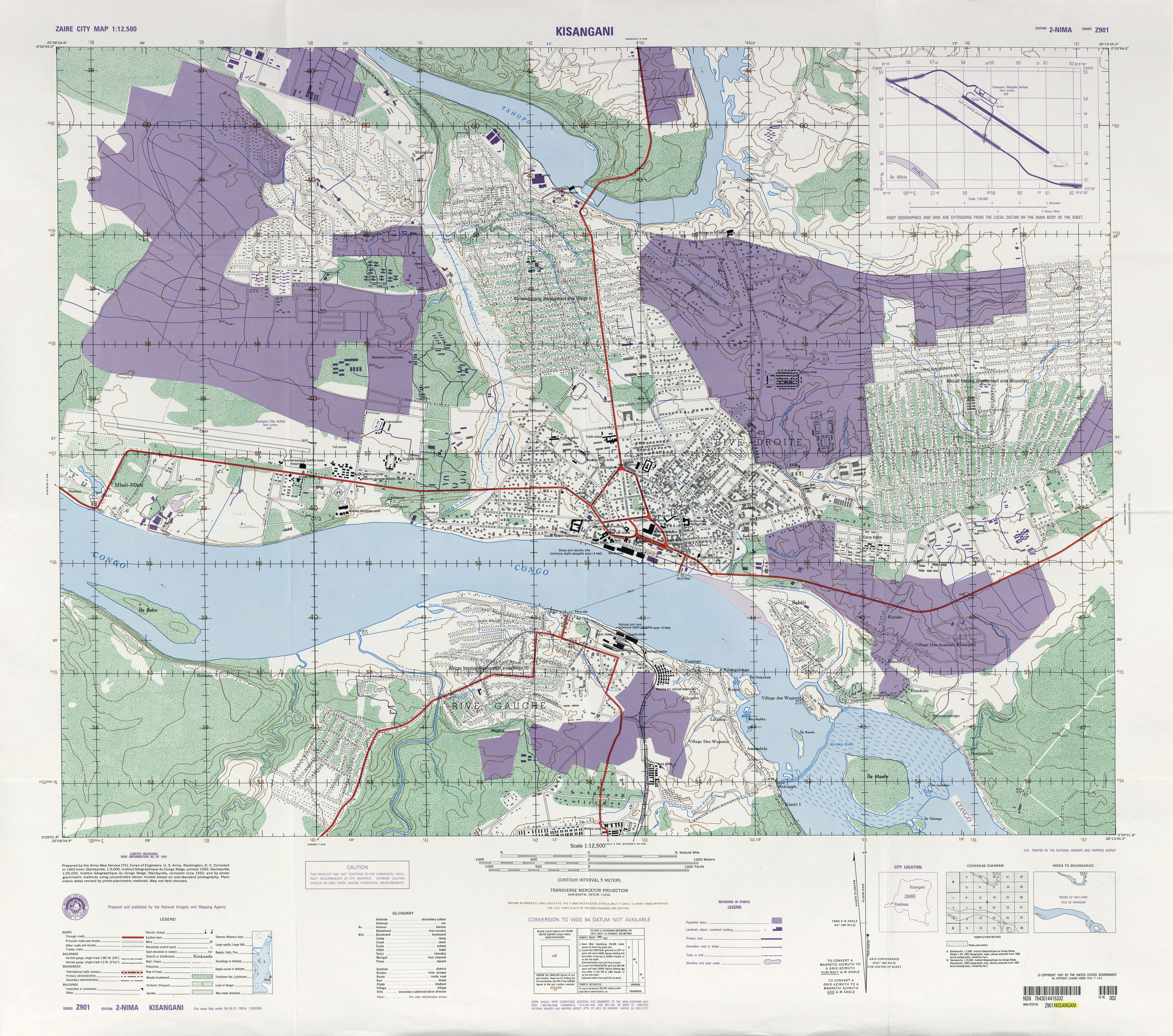
Karte von Kisangani

Während des Simba-Rebellion war die Stadt 1964 Schauplatz eines Massakers der Aufständischen an weißen Zivilisten und der darauffolgenden „Operation Dragon Rouge“, eines gemeinsamen Militäreinsatzes belgischer und amerikanischer Truppen gegen die Simbas zur Rettung weiterer 1500 weißer Geiseln (darunter der Missionsarzt Carlson, der im November 1964 von schwarzen Söldnern erschossen wurde).

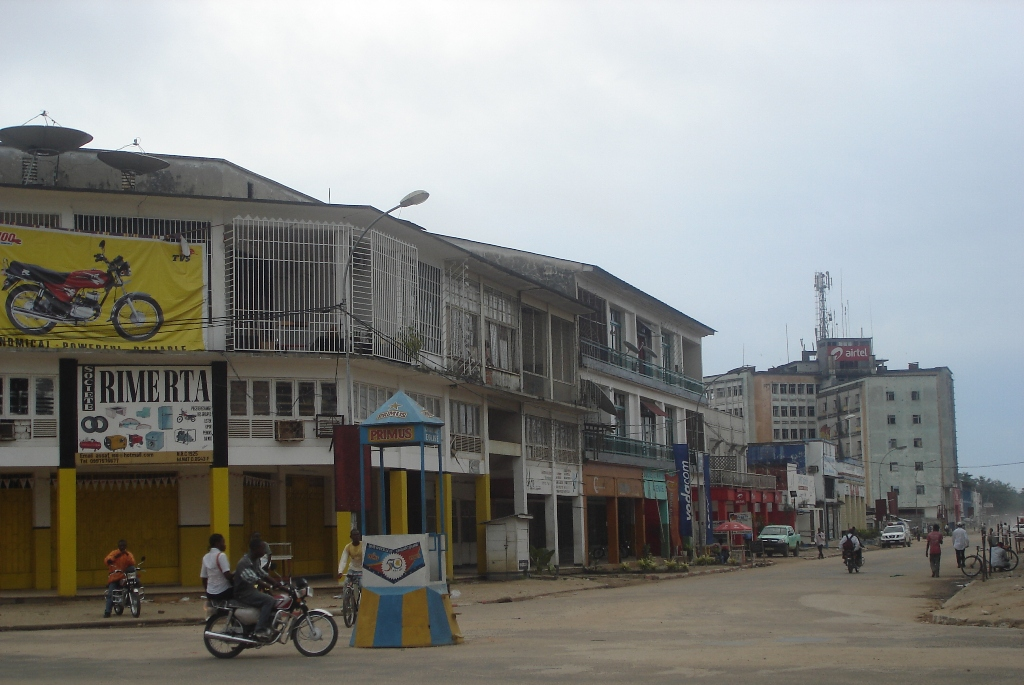
Congo Palace

1966 und 1967 fanden in Kisangani zwei Meutereien statt: die als Kisangani Mutinies, Stanleyville Mutinies oder Mercenaries’ Mutinies bezeichnet wurden. Als Gerüchte aufkamen, dass der abgesetzte Politiker Moise Tshombe erneut nach der Macht greifen würde, erhoben sich ca. 2000 ehemalige Polizisten des ehemaligen Staates Katanga im Juli 1966 in Kisangani. Die Meuterei wurde niedergeschlagen. Genau ein Jahr später meuterten an gleicher Stelle 100 ehemalige Gendarmen Katangas und 1000 weitere Bewohner, angeführt vom weißen Siedler Jean Schramme. Diese konnten einem 32.000 Mann starken Aufgebot der Zentralregierung bis November 1967 standhalten. Die Meuterer flohen anschließend nach Ruanda.

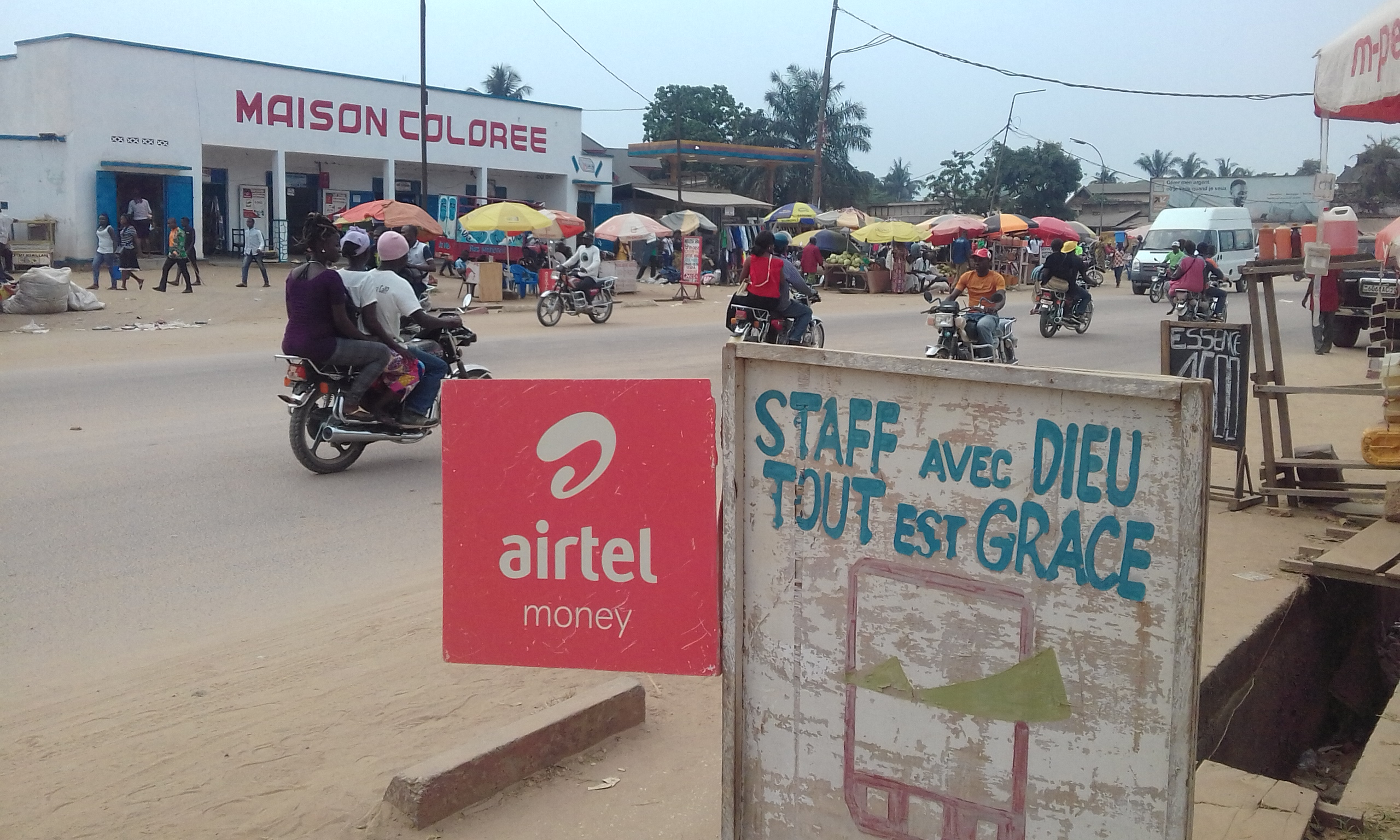
Straßenszene

Am 21. November 1976 stürzte eine L-100-20 Hercules der Pacific Western Airlines (C-FPWX) bei Kisangani ab. Die Piloten suchten nach einer Möglichkeit, die Maschine bei schlechter Sicht notzulanden, als ihre Maschine mit Bäumen und Termitenhügeln kollidierte. Dabei starben fünf von sechs Personen an Bord. Für eine Umkehr zu einem anderen Flughafen war nicht genug Kerosin an Bord (siehe auch Flugunfall der Pacific Western Airlines bei Kisangani).

## Persönlichkeiten
- Diblo Dibala (* 1954), Sänger und Songwriter
- Anne-Sylvie Mouzon (* 1956, † 2013), Politikerin
- Koffi Olomide (* 1956), Sänger und Songwriter
- Jacques Borlée (* 1957), Leichtathletiktrainer
- Biko Botowamungu (* 1957), Ringer und Boxer
- Barly Baruti (* 1959), Cartoonist
- Emmanuel Ntima Weyi (* 1959), Unternehmer und Politiker
- Ève Bazaiba (* 1965), Politikerin
- Ntema Ndungidi (* 1979), Baseballspieler
- Kilitcho Kasusula (* 1982), Fußballnationalspieler
- Dieudo Hamadi (* 1984), Filmregisseur
- Machérie Ekwa Bahango (* 1993), Filmemacherin

## Klima
Das Klima in Kisangani ist typisch für Regionen, die vom Kongo-Fluss durchflossen werden. Durch die Nähe zum Äquator herrscht in der Stadt ein tropisch-feuchtes Klima. Die relative Luftfeuchte ist ganzjährig hoch und beträgt durchschnittlich 86 Prozent.
Der jährliche Niederschlag beträgt 1840 Millimeter. Er fällt regelmäßig und liegt selbst in den trockneren Monaten oft bei über 80 Millimetern. Die Temperaturen sind ebenfalls das ganze Jahr über gleichmäßig hoch. Es gibt wenig tageszeitliche Schwankungen. Die durchschnittliche Temperatur in Kisangani beträgt rund 25 °C. Kisangani profitiert mitunter von einer kühlen Brise, die oft vom Kongo-Fluss her weht.
|                       | Jan  | Feb  | Mär  | Apr  | Mai  | Jun  | Jul  | Aug  | Sep  | Okt  | Nov  | Dez  |   |      |
| Mittl. Tagesmax. (°C) | 30,6 | 31,2 | 31,2 | 30,9 | 30,6 | 29,8 | 28,8 | 28,8 | 29,8 | 30,1 | 29,9 | 29,8 | ⌀ | 30,1 |
| Mittl. Tagesmin. (°C) | 21,1 | 20,7 | 21,1 | 21,4 | 21,7 | 20,8 | 20,3 | 20,3 | 20,4 | 20,6 | 20,7 | 20,6 | ⌀ | 20,8 |
|                       |      |      |      |      |      |      |      |      |      |      |      |      |   |      |
| Niederschlag (mm)     | 85   | 121  | 170  | 182  | 159  | 105  | 111  | 163  | 188  | 223  | 232  | 101  | Σ | 1840 |
|                       |      |      |      |      |      |      |      |      |      |      |      |      |   |      |
| Sonnenstunden (h/d)   | 5,8  | 6,3  | 5,8  | 6,0  | 5,8  | 5,1  | 4,5  | 4,1  | 5,2  | 5,7  | 5,3  | 5,2  | ⌀ | 5,4  |
|                       |      |      |      |      |      |      |      |      |      |      |      |      |   |      |
| Regentage (d)         | 7    | 9    | 11   | 10   | 10   | 9    | 10   | 11   | 13   | 14   | 15   | 10   | Σ | 129  |
|                       |      |      |      |      |      |      |      |      |      |      |      |      |   |      |
| Luftfeuchtigkeit (%)  | 85   | 83   | 85   | 85   | 86   | 87   | 90   | 88   | 85   | 85   | 86   | 87   | ⌀ | 86   |

| 21,1 |

| 20,7 |

| 21,1 |

| 21,4 |

| 21,7 |

| 20,8 |

| 20,3 |

| 20,3 |

| 20,4 |

| 20,6 |

| 20,7 |

| 20,6 |

| 21,1 |

| 20,7 |

| 21,1 |

| 21,4 |

| 21,7 |

| 20,8 |

| 20,3 |

| 20,3 |

| 20,4 |

| 20,6 |

| 20,7 |

| 20,6 |

## Kisangani in der Kunst

### Romane
- An der Biegung des großen Flusses von V.S. Naipaul
- Im Kongo von Urs Widmer
- Stanleyville von Richard Hayer